# Stoomturbine

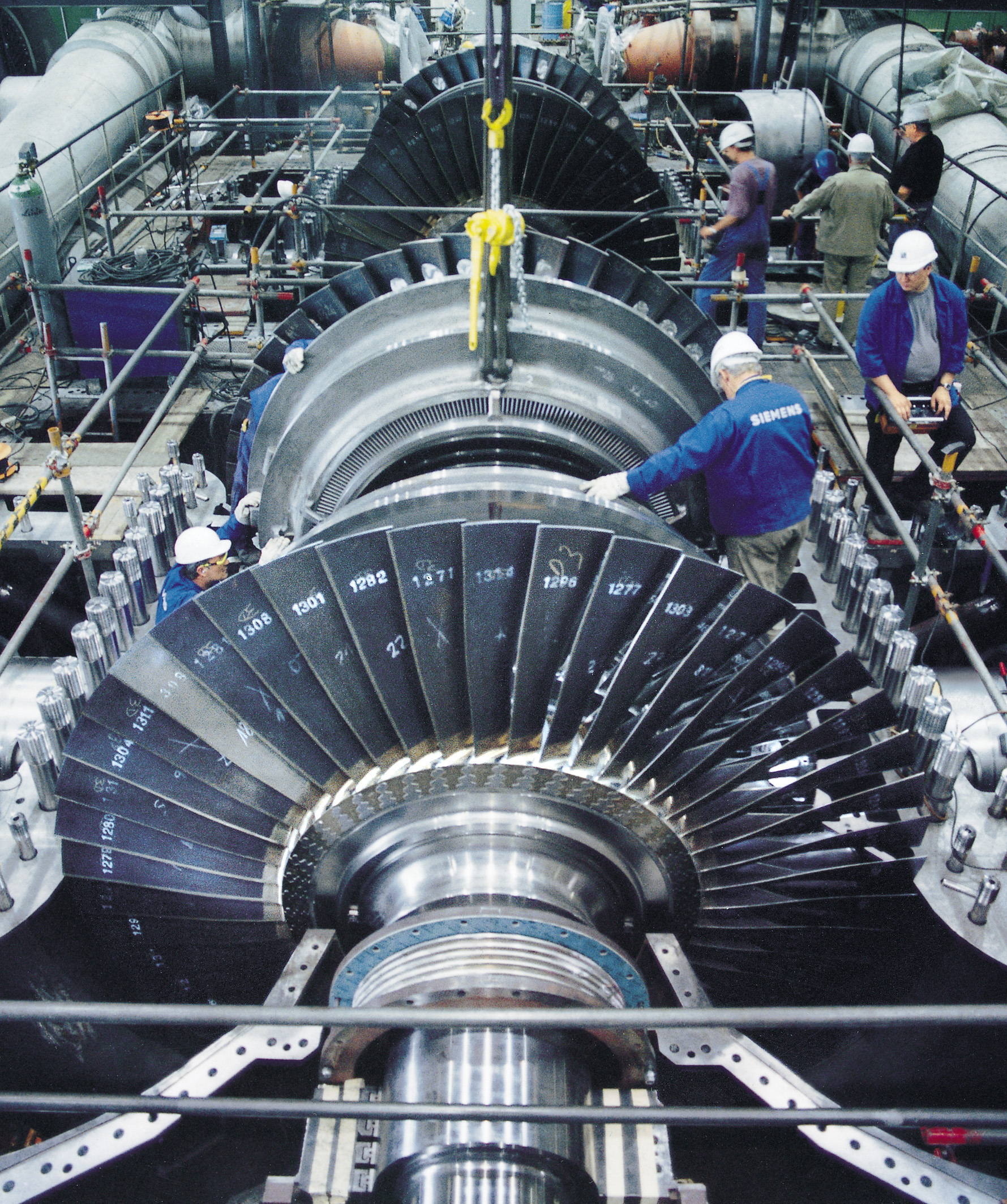
Stoomturbine in opbouw.

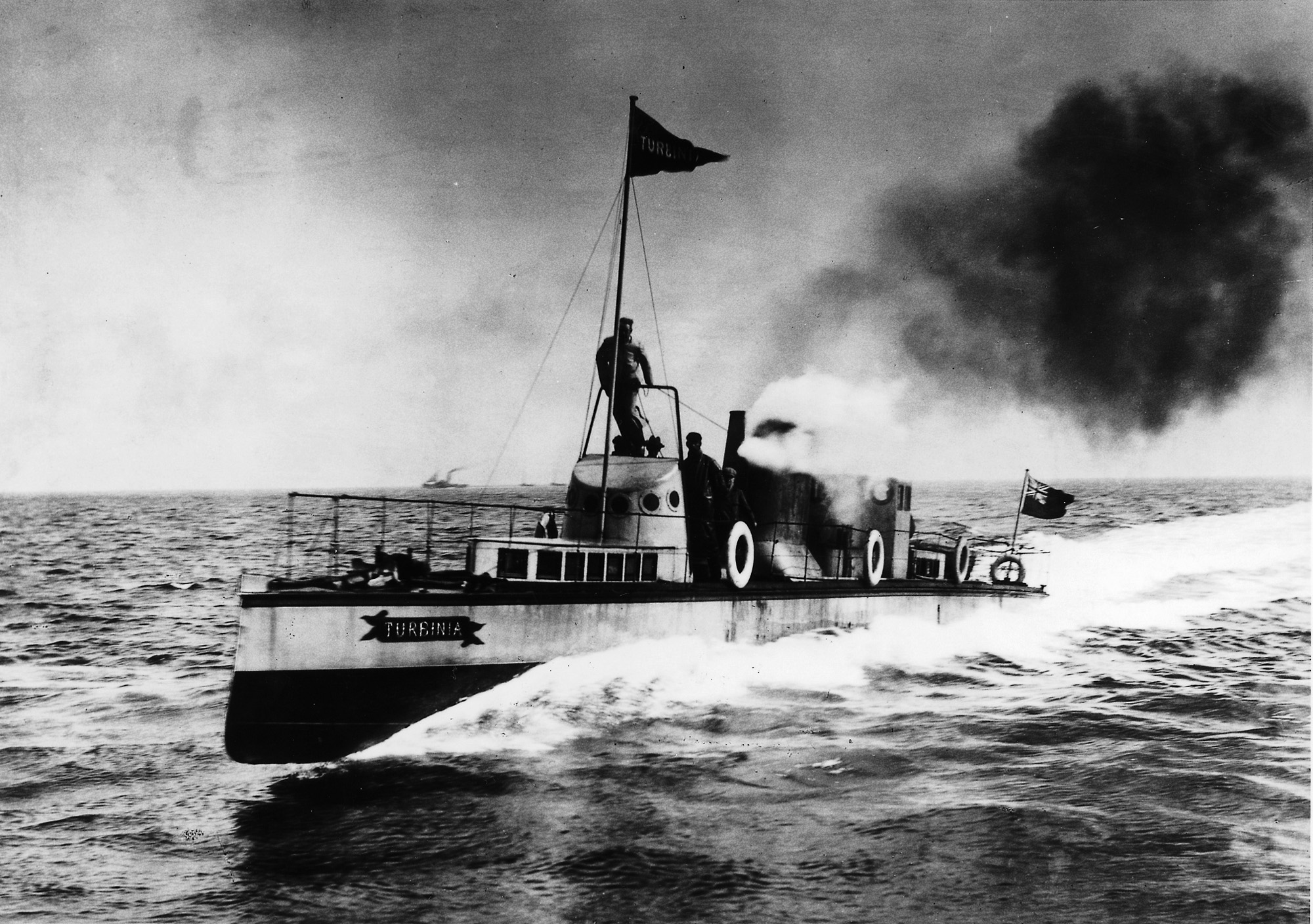
De Turbinia, het eerste stoomschip met een stoomturbine.

Een stoomturbine is een apparaat dat wordt gebruikt om de hoge druk van stoom om te zetten in rotatie van een as die een uitgaand (as)vermogen levert. Dit type turbine wordt voornamelijk toegepast in elektriciteitscentrales, maar ook wel bij andere toepassingen waar grote vermogens nodig zijn, zoals bij zeeschepen.

## Werking
Bij een moderne stoomturbine wordt de stoom tegen een rij rotorschoepen geblazen, die de stoom maximaal van richting verandert. Vervolgens gaat de stoom langs een rij statorschoepen waar hij weer omdraait van richting naar de volgende rij rotorschoepen. Dit proces blijft zich herhalen tot de stoom maximaal is geëxpandeerd. Wanneer de stoom zover in energie is uitgeput dat zich waterdruppeltjes beginnen te vormen, wordt deze uit de turbine geleid omdat de met supersonische snelheid bewegende waterdruppels op de turbinebladen voor erosie zorgen. Dit gebeurt als ongeveer 20% van de watermoleculen gecondenseerd is.

## Geschiedenis
De stoomturbine is rond 1883 uitgevonden door de Zweedse ingenieur Gustav de Laval in zijn allersimpelste vorm, de lavalturbine. Deze turbine bestaat uit een groot aantal emmervormige schoepen die de stoom opvangen en omzetten in een rondgaande beweging. Hij gebruikte deze turbine om een melkcentrifuge aan te drijven.
In 1884 heeft de Britse ingenieur Charles Algernon Parsons de reactieturbine ontworpen. Deze turbine laat de stoom in de lengterichting van de as stromen en verlaagt de druk trapsgewijs, verspreid over een aantal schoepenwielen.
Tegelijk met Parsons ontwierp Auguste Rateau een turbine waarbij de druk alleen verlaagd wordt bij de statorschoepen. Dit verschil leidt tot een flinke toename van het rendement. Tegenwoordig noemt men dit Zoellyturbines en dat zijn in feite in serie geschakelde lavalturbines. Door de aanwezigheid van meerdere elkaar opvolgende druk- en snelheidstrappen gaat de omtreksnelheid 'U' omlaag. De reden daarvoor is dat de omtreksnelheid en de warmteval over de druktrap rechtevenredig zijn. De warmteval per druktrap zal kleiner zijn en daardoor zal de omtreksnelheid ook afnemen. De warmteval van iedere druktrap (aaneengeschakelde turbines inachtnemend) moet echter wel gelijk blijven, anders zou men verschillende omtreksnelheden op een hoofdas krijgen.

## Classificatie

### Energiebron
De stoom gebruikt in stoomturbines kan verhit zijn door het verbranden van fossiele brandstoffen, zoals kolen of aardgas, door kernenergie, door zonne-energie of door geothermische energie.

### Basis
Stoomturbines worden geklasseerd op verscheidene basissen: Axiaal/radiaal, gelijkdruk(impuls)/overdruk(reactie), samengesteld type en condensatie/aftap.
Het basisonderscheid maakt men op expansie-eigenschappen. Zo is de hoofdindeling meestal gebaseerd op de vraag of het gelijkdruk- of overdrukturbines zijn. Deze expansie kan op twee verschillende manieren plaatsvinden:

#### Gelijkdrukturbines

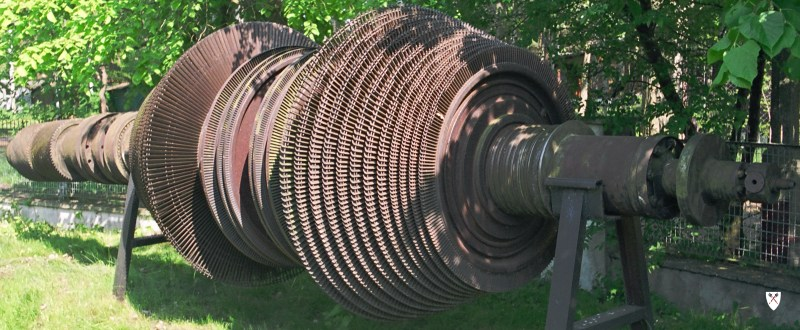
Parsonsturbine

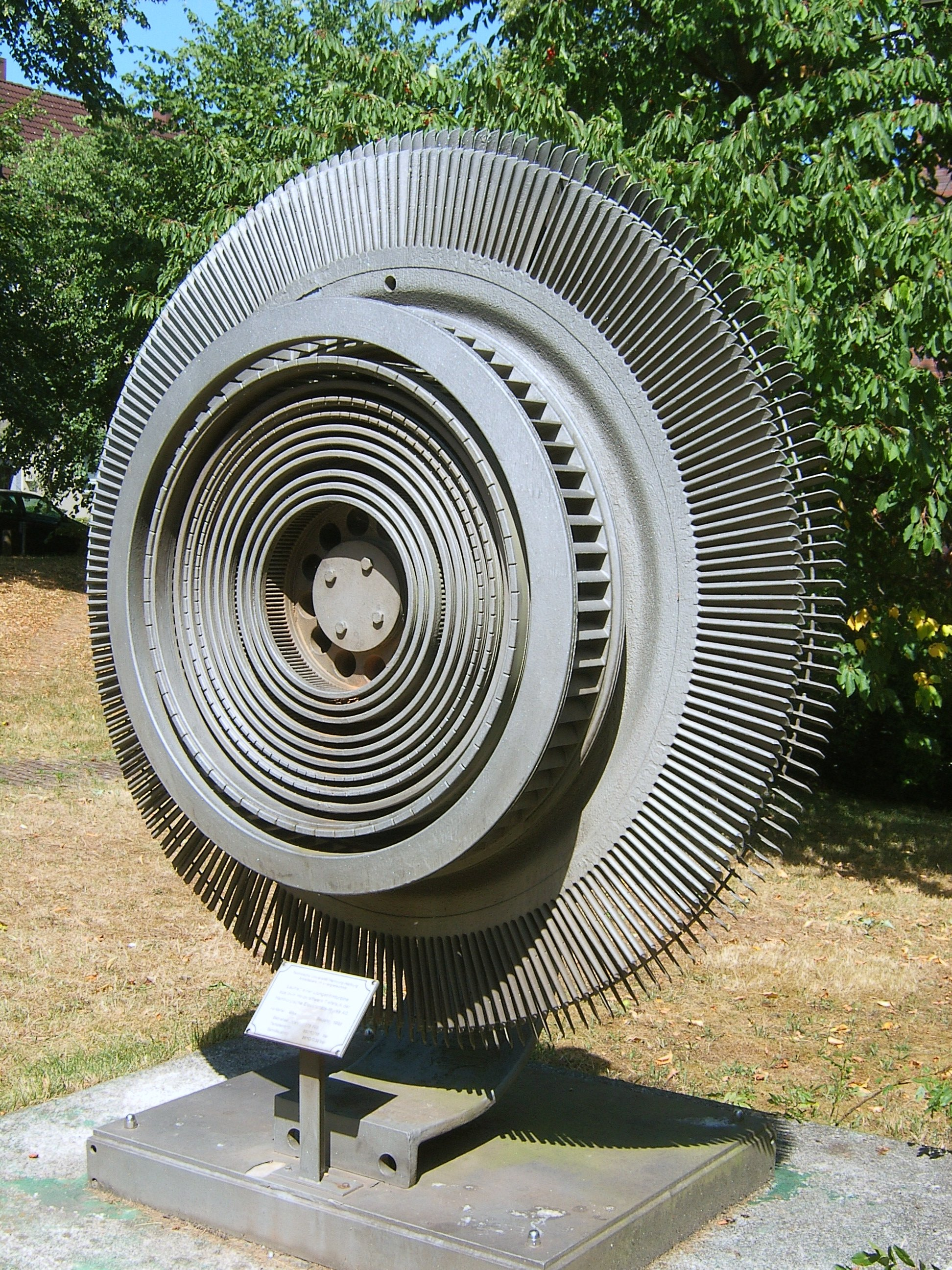
Ljungströmturbine

Gelijkdrukturbines heten zo omdat de ingaande druk aan het schoepenwiel gelijk is aan de uitgaande druk na de schoep. De volledige stoomexpansie gebeurt in de nozzles/straalpijpen. Deze worden geklasseerd onder impulsturbines. Zo vindt men de laval-, curtis- en rateauturbines terug onder deze vorm van expansie, elk uiteraard met hun specifiek toepassingsgebied, die op hun beurt op verscheidene criteria geklasseerd kunnen worden, bijvoorbeeld rendement, optimale snelheidsverhouding, bladsnelheid, bladhoek, kostprijs, onderhoud en energieverbruik/-levering.
- Lavalturbine. Uitgevonden door ingenieur Gustav de Laval. Deze turbine bestaat uit één wiel met een groot aantal emmervormige schoepen die de stoom opvangen en omzetten in een rondgaande beweging. Dit type turbine is niet erg efficiënt, want ze draaide veel te snel aan 20.000 tot 25.000 tpm toeren/min.

- Curtisturbine. Deze turbine bestaat uit twee draaiende wielen met een groot aantal emmervormige schoepen die de stoom opvangen en omzetten in een rondgaande beweging. Tussen deze twee wielen bevindt zich een set reactieschoepen die stilstaan. Dit type turbine is niet zo efficiënt, maar het toerental (tpm) is wel lager. Deze turbine kan uit twee trappen bestaan of uit een enkele trap. De turbine wordt gebruikt als voorschakelturbine, veelal toegepast in elektriciteitscentrales in de hogedrukturbine om de temperatuur en druk van de stoom te verlagen.

- Rateauturbine of Zoellyturbine. Auguste Rateau ontwierp een turbine waarbij de stoomdruk in trappen verlaagd wordt. Dit leidt tot een toename van het rendement. Men noemt ze de Zoelly-turbines en het zijn eigenlijk in serie geschakelde lavalturbines, elk op een lagere druk. Doordat deze meerdere druk -en snelheidstrappen heeft die elkaar opvolgen, gaat het toerental omlaag.

#### Overdrukturbines
Dit is een turbine waarbij de uitgaande druk lager is dan de ingaande. Expansie gebeurt gedeeltelijk in de leischoepen en gedeeltelijk in de loopschoepen. Deze worden impuls/reactie-turbines of simpelweg reactieturbines genaamd. De parsonsturbine wordt hierin ondergebracht. De lei- en loopschoepen worden relatief gelijk uitgevoerd en omdat bij deze turbine het enthalpieverschil per trap (lei + loop) gelijk is, kan men uit het aantal trappen het gegeven of te bekomen vermogen berekenen. Wel ontstaat bij dit soort turbines, door de drukval per trap, een axiale asbelasting.
- Parsonsturbine. In 1884 heeft de Britse ingenieur Charles Algernon Parsons de reactieturbine ontworpen, deze turbine laat de stoom in de lengterichting van de as stromen en verlaagt de druk geleidelijk, verspreid over een aantal schoepenwielen. De snelheid is nu 1500 of 3000 tr/min.

- Ljungströmturbine, een turbine met twee tegengesteld draaiende assen. De leischoepen draaien ook, maar in tegengestelde richting.